# 187 (assassinato)
Seção 187 (também referida apenas como 187) é a parte do Código Penal da Califórnia. Esse código se refere aos crimes de morte e assassinato, de forma semelhante ao Artigo 121 do Código Penal Brasileiro.
Nos Estados Unidos, o termo "187" é comumente usado pelas gangues como um sinônimo de assassinato, algo comum também em canções de rap.

## Código Penal da Califórnia: Seção 187
O texto do código penal considera, em sua subdivisão (a), que assassinato é "a matança ilegal de um ser humano ou feto com intenção" (homicídio doloso). A subdivisão (b) afirma que a morte de fetos não se aplica nos seguintes casos:
- O ato concorda com certas seções do Código de Saúde da Califórnia.
- O aborto se vê necessário por ser confirmada a morte da mãe caso ocorra o parto.[3]

## Famosas citações do texto
O termo 187 passou a ser usado frequentemente por gangues, rappers e outros membros da cultura como sinônimo de assassinato. E tais referências se tornaram frequentes em vários itens de sucesso de toda a cultura mundial, podem-se citar como exemplos:

### Na música
- Cashis mencionou 187 na música Ms. Jenkins "He screamed 187, I say I never hide"
- Ja Rule tem uma música com o nome: "187 Murda Baptiss Church", e também é o criador da rádio "187 FM" (As estações não passam de 108).
- Bone Thugs-n-Harmony, no Intro do álbum Eternal 1999, Bizzy Bone canta "187 and a 211, 12 gauge, and a AK-47 spray", Krayzie Bone canta "187 the sign, nigga we done told ya, ya fuckin with Bone you better believe we livin like soldias".
- A música "Deep Cover", do Dr. Dre em parceria com Snoop Dogg também é conhecida como "187", na rádio Los Santos, do jogo GTA San Andreas, o radialista anuncia a música com o nome "187".
- No álbum Ice Cream Man, do rapper Master P., há uma canção com o nome "Time for a 187".
- Eazy-E tem um álbum chamado It's On (Dr. Dre) 187um Killa
- 50 Cent tem uma canção chamada "Curtis 187" no seu álbum Curtis.

"…I'm grimey, I'm greasy, I make a 187 look easy…"
- 50 Cent tem uma canção chamada "Flight 187" no seu álbum Before I Self Destruct.

"…187 187 departure from the hood destination hell or heaven …"
- Dr. Dre e Snoop Dogg, na música "Deep Cover",cantam "Yeah, and you don't stop, Cause it's 187 on a undercover cop/Yeah, and you don't stop, Cause it's 187 on a undercover cop"
- Tyga lançou recentemente um álbum com o nome 187

Também existem diversas outras músicas com essa citação, principalmente em rappers Underground da Costa Oeste.

### No cinema
- No filme Donos da Rua, quando Ricky e Tre são pegos pela polícia, no rádio há um aviso de um crime "187".
- No filme O Demolidor, de 1993, há uma cena onde os policiais de San Angeles são alertados de um crime "187".
- No filme Outra Sexta-Feira em Apuros, Michael Rapaport fala para Craig "187 in his ass." (187 em sua bunda).